# کانیاک
کانیاک (به بلغاری: Kanyak) روستایی در بلغارستان است که در Chernoochene واقع شده‌است. کانیاک ۵٫۶۹۷ کیلومتر مربع مساحت و ۲۰۵ نفر جمعیت دارد.